# Eumichtis scuroba
Eumichtis scuroba är en fjärilsart som beskrevs av William Schaus 1898. Eumichtis scuroba ingår i släktet Eumichtis och familjen nattflyn. Inga underarter finns listade i Catalogue of Life.